# Nephelotus conspersus
Nephelotus conspersus är en skalbaggsart som först beskrevs av Thomson 1865.  Nephelotus conspersus ingår i släktet Nephelotus och familjen långhorningar. Inga underarter finns listade i Catalogue of Life.